# Panagioúda
Panagioúda ou Panayioúda, en grec moderne : Παναγιούδα, est un village situé dans le dème de Mytilène, à 6 km au nord de Mytilène sur la côte est de l'île de Lesbos, en Grèce.
Selon le recensement de 2011, la population de Panagioúda compte 906 habitants.
La principale occupation des habitants est la pêche. Les attractions touristiques sont l'église de la Nativité de la Vierge Marie, les anciens moulins à olives restaurés et la route côtière pavée qui longe le petit port.
Dans l'Antiquité, le lieu est un port important. Il constitue probablement un débouché maritime pour l'exploitation du marbre dans les carrières environnantes de Mória. Des fouilles sous-marines récentes ont permis de localiser le port antique à Kará Tepé, au sud-est du port actuel.
La localité de Panagioúda est essentiellement une colonie de réfugiés « intra-île » et d'Asie Mineure. Sa construction commence en 1867 par des résidents réfugiés de l'agglomération voisine d'Afálon (el), car à cette époque un grand tremblement de terre détruit un grand nombre des habitations du village, et cette nouvelle agglomération est alors appelée Neochórion ou Néos Afálon. Bien plus tard, en 1924, une centaine de réfugiés de la côte opposée de l'Asie Mineure sont venus construire leurs maisons, créant ainsi la colonie d'Aliéon ou Synikismó.
À la limite nord du village, se trouve le village de Kalamiaris, dont est originaire Panagiótis Alepoudéllis, père du poète Odysséas Elýtis, et où se trouvent certains des vestiges des célèbres tours à trois étages (résidences) du début du XXe siècle. Au même endroit se trouve également la forêt de palmiers de Kalamiáris (el) ou de Panagioúda, relativement inconnue, composée de Phoenix canariensis (dattier des Canaries ou palmier des Canaries).
Le village doit son nom à l'église de Panagía, appelée Petite Vierge (dialecte local : Panagioúda). Cette église est construite en 1896 par l'architecte lesbien Argýris Adalí, avec une coupole de style gothique comme celle d'Ágios Therápontos à Mytilène et de Taxiarchón à Kagiáni.